# Hồ Văn Niên
Hồ Văn Niên (sinh ngày 15 tháng 10 năm 1975) là một chính trị gia người Việt Nam, dân tộc Bahnar. Ông hiện là Ủy viên Ban Chấp hành Trung ương Đảng khóa XIII, Bí thư Tỉnh ủy, Chủ tịch Hội đồng nhân dân tỉnh Gia Lai.
Ông từng là đại biểu Quốc hội Việt Nam khóa XIV nhiệm kì 2016-2021, thuộc đoàn đại biểu quốc hội tỉnh Gia Lai, Trưởng Đoàn đại biểu Quốc hội tỉnh Gia Lai, Ủy viên Hội đồng Dân tộc của Quốc hội.

## Xuất thân
Hồ Văn Niên sinh ngày 15 tháng 10 năm 1975 quê quán ở xã Yang Bắc, huyện Đak Pơ, tỉnh Gia Lai. Ông hiện cư trú ở Số 29A, Nguyễn Đức Cảnh, tổ 3, phường Hoa Lư, thành phố Pleiku, tỉnh Gia Lai.

## Giáo dục
- Giáo dục phổ thông: 12/12
- Đại học Luật

## Sự nghiệp

### Tỉnh Gia Lai
Ông gia nhập Đảng Cộng sản Việt Nam vào ngày 31/8/2000. Ông từng là đại biểu hội đồng nhân dân tỉnh Gia Lai nhiệm kỳ 2011-2016 và từng giữ các chức vụ: Phó Giám đốc Sở Nội vụ tỉnh Gia Lai, Bí thư Huyện ủy Đak Pơ (2010 - 2013), Trưởng ban Nội chính Tỉnh ủy (2013 - 2015).
Khi ứng cử đại biểu Quốc hội Việt Nam khóa XIV vào tháng 5 năm 2016 ông đang là Ủy viên dự khuyết Ban Chấp hành Trung ương Đảng Cộng sản Việt Nam khóa XII, Phó Bí thư Thường trực Tỉnh ủy Gia Lai.
Ngày 1/6/2020, Hội nghị Ban Chấp hành Đảng bộ tỉnh Gia Lai bầu ông Hồ Văn Niên, Phó bí thư thường trực Tỉnh ủy Gia Lai, giữ chức Bí thư Tỉnh ủy Gia Lai nhiệm kỳ 2015 - 2020.
Ngày 19/8/2020, ông Phạm Minh Chính, trưởng Ban Tổ chức Trung ương, đã công bố quyết định của Bộ Chính trị về việc chuẩn y ông giữ chức bí thư Tỉnh ủy Gia Lai.

### Đại biểu Quốc hội Việt Nam khóa XIV nhiệm kì 2016-2021
Ông đã trúng cử đại biểu quốc hội năm 2016 ở đơn vị bầu cử số 1, tỉnh Gia Lai gồm có thành phố Pleiku và các huyện: Chư Păh, Ia Grai, Đức Cơ, Chư Prông, được 322.968 phiếu, đạt tỷ lệ 80,66% số phiếu hợp lệ.

### Trung uơng Đảng
Ngày 26 tháng 1 năm 2016, tại Đại hội Đảng Cộng sản Việt Nam lần thứ XII, Hồ Văn Niên là một trong 20 người được bầu làm Ủy viên Dự khuyết Ban Chấp hành Trung ương Đảng Cộng sản Việt Nam khóa XII.
Ngày 30 tháng 1 năm 2021, tại phiên bầu cử Đại hội Đảng toàn quốc lần thứ XIII, ông được bầu làm Ủy viên Ban Chấp hành Trung ương Đảng Cộng sản Việt Nam khoá XIII.